# 新聞事業令
新聞事業令（しんぶんじぎょうれい、昭和16年12月13日勅令第1107号）は1941年（昭和16年）に公布・施行された日本の勅令。

## 概要
本勅令は大東亜戦争（太平洋戦争）勃発直後の1941年（昭和16年）12月13日、国家総動員法16条の3の規定に基づき、制定された。
政府は新聞事業に対する統廃合（新聞統制）に関する強制権を掌握し、同年12月20日に施行細則、翌1942年（昭和17年）1月10日には内閣告示により全国の日刊新聞104紙を日本新聞会（本勅令にもとづく統制団体）の会員に指定した上で、同年2月5日に日本新聞会の創立総会をおこなった。一方、内務省が国論統一と言論統制を目的に進めていた新聞統合も加速していくことになった。
更に戦局が悪化すると、持ち分合同が行われ、東阪福（首都圏、京阪神、福岡・小倉都市圏）周辺以外は全国紙（中央紙）の地方版発行をやめて、地元地方紙（県域紙）の題字の下に、全国紙の題字を並列掲載して地方版に代えるという仕組みも行われた。
第二次世界大戦後の1945年（昭和20年）10月6日に「新聞事業令等廃止ノ件」（昭和20年10月6日勅令第562号）により廃止された。